# Villa Piaggio
Villa Piaggio è un edificio storico italiano sito a Genova, sulle pendici collinari di Carbonara, nel quartiere di Castelletto. Ha due differenti accessi: uno, aperto nel XIX secolo, da corso Firenze e un altro, quello originario, da via Pertinace.
L'edificio con annesso parco e tutte le sue pertinenze è sottoposto a vincolo di tutela dalla Soprintendenza ligure dal 2011.

## Storia
La villa venne edificata nel XV secolo per conto della famiglia chiavarese dei Moneglia, per passare successivamente sotto la proprietà di altre note famiglie genovesi: prima quella dei Salvago; poi, quella dei Pinelli Gentile di Tagliolo. Questi ultimi nel 1830 la fecero ristrutturare su progetto di Ippolito Cremona.
Ulteriori lavori di restauro si ebbero, in tempi successivi, per opera degli architetti Severino Picasso e Luigi Rovelli. Secondo una valutazione catastale del 1798, l'edificio risultava una delle ville più importanti all'interno della cinta muraria che costituiva il primario sistema di fortificazioni nella Genova secentesca.
Nel 1890 il senatore Erasmo Piaggio la acquistò facendone la propria residenza.
Nel 1958 la villa fu venduta dagli eredi Piaggio alle suore dell'Assunzione, che la adibirono a uso scolastico. Dal 1971 passò di proprietà al Comune di Genova.
Ospita, fra le altre istituzioni, le sedi dell'Istituto Internazionale delle Comunicazioni (IIC) e della Infotransport (Associazionenazionale per l'Informatica nei Trasporti).
Il complesso — di alto valore architettonico e culturale — è stato destinato anche ad altri usi sociali fra cui il distretto della polizia municipale, mentre il parco è adibito a giardino pubblico.

## Descrizione
L'edificio si presenta — in base al progetto di ristrutturazione di Picasso — come un corpo allungato con due corpi loggiati ortogonali al fronte protesi verso il mare. Il prospetto a tre piani contiene nove assi finestra.
Dalla parte dell'accesso di via Pertinace era situata un tempo l'antica portineria costituita da un palazzo di stile neo-medievale; un nuovo accesso da corso Firenze venne realizzato nel tardo Ottocento, con un ingresso monumentale e un collegamento alle scuderie e alla terrazza prospiciente la villa.